# 溫多島
62°33′55.5″S 61°07′25.3″W / 62.565417°S 61.123694°W
溫多島（Window Island），是南極洲的島嶼，位於利文斯頓島的拜爾斯半島西北面，屬於南設得蘭群島的一部分，面積23公頃，最高點海拔高度72米，現時由南極條約體系管理。